# Žižkův dub (Myšlín)
Žižkův dub na Myšlíně patří k našim nejmohutnějším Žižkovým dubům, památným stromům pojmenovaným podle husitského hejtmana Jana Žižky. Roste u dvora (zámečku) za osadou Myšlín, která je dnes součástí blízkých Mnichovic.

## Základní údaje
- název: Žižkův dub, Myšlínský dub
- výška: 16 m[1], 14,5 m (1994)[2] 17,5 m (2000)[3][2]
- obvod: 680 cm (1994)[2], 692 cm[1], 683 cm (2000)[3][2]
- věk: 650 let[3], >1100 let (pověst)
- zdravotní stav: 4 (2000)[2]
- souřadnice: 49°56'10.03"N, 14°44'29.15"E

Hledání stromu podle záběrů v pořadu Paměť stromů z roku 2002 by dnes bylo poměrně složité, protože naprostá většina okolních budov byla od té doby zbourána a pozemky zrekultivovány (fotomapa 2002 na mapy.cz).
Další nesrovnalost se týká vyhlášení stromu jako památného. Registr památných stromů AOPK ČR udává, že dub pravděpodobně nebyl vyhlášen jako památný, ale v seznamu ho uvádí a dub je i v terénu označen oficiální tabulí Památný strom. Vzhledem k tomu, že je strom označen i starým štítkem "Strom chráněný státem" (tyto stromy byly v souladu se zákonem č. 114/1992 Sb., o ochraně přírody a krajiny převedeny na památné) je zřejmé, že Žižkův dub statut památného stromu má, ale pravděpodobně chybí příslušná dokumentace.
Dub roste jižně od zámku Myšlín, naproti domu č. 2.

## Stav stromu a údržba
Strom má velmi mohutný kmen s dutinou, která je otevřená od země (v současnosti krytá mříží). Druhý otvor do dutiny (z opačné strany kmene) je menší a zdá se, že pomalu zarůstá. Koruna je rozložitá, ale nižší.

## Historie a pověsti
Nejstarší pověsti tvrdí, že dub existoval už v době, kdy staří Slované chodili na pohanské obětiště u dnešních Zvánovic. Obětiště zrušil Bořivoj I. (zemřel kolem roku 890). Dub by tak musel být 1100 let starý. Zdá se pravděpodobné, že tato pověst stáří stromu výrazně zveličuje.
Známější je příběh z husitských dob, konkrétně z roku 1421 o tažení k Českému Brodu. Na Myšlínském dubu byl údajně oběšen kněz Petr z Cimburka. Ten se zde setkal s Janem Žižkou (znali se ze dvora), aby orodoval za Mnichovice, ale byl usvědčen jako zvěd a na místě odsouzen a popraven. Nakonec se ukázalo, že zvěd byl ve skutečnosti voják, který Cimburka usvědčil... Mnichovice ale zůstaly ušetřeny.

## Další zajímavosti

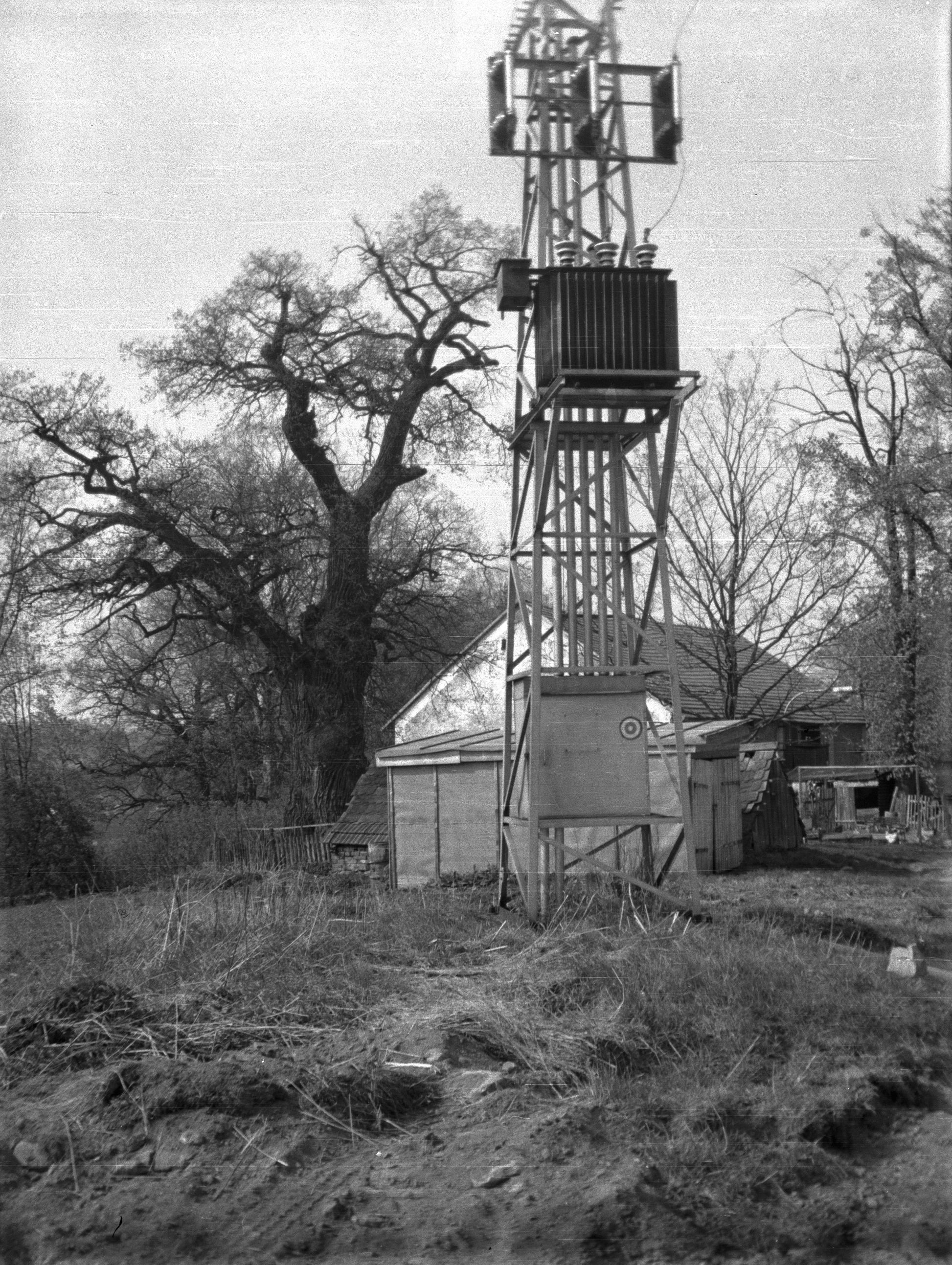
Žižkův dub v roce 1981

Žižkově dubu na Myšlíně byl věnován prostor v televizním pořadu Paměť stromů, konkrétně v dílu č.7: Žižkovy stromy. V roce 2004 se uvažovalo o zbudování naučné stezky s odbočkou k Žižkovu dubu.

## Památné a významné stromy v okolí
- Lípy u nové školy (Mnichovice, 3 z původně 4 stromů)
- Mnichovický jasan
- Mnichovický topol
- Božkovské lípy (Mnichovice, 4 stromy)
- Zvánovické lípy (3 km V, 4 stromy)
- Lípa u hřbitova (Hrusice) (6 km J, pěšky cca 2,5 km)
- Hrusická lípa (6 km J, pěšky cca 2,5 km)
- Lípy u božích muk (Hrusice) (6 km J, pěšky cca 2,5 km, 2 stromy)